# 国庆路 (上海)
国庆路是中華人民共和國上海市靜安區毗鄰蘇州河的的一條道路，北起新疆路，南至西藏北路，全長680米，道路於1914年至1915年間修築，曾名為南川虹路，今道路名稱來自於辛亥革命（雙十節國慶節）。20世紀80年代道路延伸。國慶路西藏北路口有四行倉庫和西藏路橋。